# Rhododendron zhangjiajieense
Rhododendron zhangjiajieense är en ljungväxtart som beskrevs av C.L.Peng och L.H.Yan. Rhododendron zhangjiajieense ingår i släktet rododendron, och familjen ljungväxter. Inga underarter finns listade i Catalogue of Life.